# Cethegus (genre)
Pour l’article homonyme, voir Cethegus.
Genre
Synonymes
- Palaevagrus Simon, 1908

Cethegus est un genre d'araignées mygalomorphes de la famille des Euagridae.

## Distribution
Les espèces de ce genre sont endémiques d'Australie.

## Liste des espèces
Selon World Spider Catalog (version 21.0, 22/06/2020) :
- Cethegus barraba Raven, 1984
- Cethegus broomi (Hogg, 1901)
- Cethegus colemani Raven, 1984
- Cethegus daemeli Raven, 1984
- Cethegus elegans Raven, 1984
- Cethegus fugax (Simon, 1908)
- Cethegus hanni Raven, 1984
- Cethegus ischnotheloides Raven, 1985
- Cethegus lugubris Thorell, 1881
- Cethegus multispinosus Raven, 1984
- Cethegus pallipes Raven, 1984
- Cethegus robustus Raven, 1984

## Publication originale
- Thorell, 1881 : Studi sui Ragni Malesi e Papuani. III. Ragni dell'Austro Malesia e del Capo York, conservati nel Museo civico di storia naturale di Genova. Annali del museo civico di storia naturale di Genova, vol. 17, p. 1-727 (texte intégral).